# Joust
Joust ist ein klassisches Arcade-Spiel von Williams Electronics, das 1982 veröffentlicht wurde.

## Beschreibung
Der Spieler übernimmt die Rolle eines Ritters mit einer Lanze, der auf dem Rücken eines Straußes sitzt. Er bekämpft Wellen von computergesteuerten feindlichen Rittern. Die feindlichen Ritter haben drei verschiedene Geschwindigkeits- und Beweglichkeitsstufen und sitzen auf Riesengeiern. Der Bildschirm ist weitgehend statisch, er besteht nur aus fünf Plattformen in der Luft, von denen einige über den Bildschirmrand herumgehen, der Grundplattform und der Lavagrube unten.
Die sehr einfache Steuerung des Spiels ist ein Faktor in seinem Reiz. Ein Joystick kann nach rechts und links bewegt werden, und ein Feuerknopf als „Flatterknopf“ bewegt die Flügel des Vogels einmal. Die Vögel werden von der Schwerkraft nach unten gezogen. Um in der Luft zu bleiben, muss der Feuerknopf rhythmisch betätigt werden.

## Gameplay
Jede Welle beginnt, indem feindliche Ritter von einem der vier Brutpunkte entstehen. Um einen Ritter zu besiegen, muss der Spieler diesen berühren, wobei seine Lanze vertikal höher als des anderen Ritters Lanze sein muss. Wenn ein feindlicher Ritter besiegt wurde, erscheint ein Riesenei und fällt herab bzw. springt umher. Der Spieler muss das Ei berühren und somit zerstören, wobei er Zusatzpunkte bekommt; wenn das Ei liegenbleibt, schlüpft es und ein weiterer, machtvollerer Ritter erscheint und kämpft weiter gegen den Spieler.
Eine Welle ist geschafft, wenn der Spieler alle feindlichen Ritter und Eier zerstört. Wenn zu viel Zeit bei einer Welle vergeht, wird der gefürchtete Pterodactylus vom Rand des Bildschirms erscheinen und umherfliegen, bis er den Spieler berührt, wobei dieser ein Leben verliert, oder bis der Spieler die Welle geschafft hat, oder bis der Spieler den Pterodactylus besiegt, indem er ihn mit der Lanze genau in Mund oder Hinterteil trifft, was besonders schwierig ist.
Zwei Spieler können Joust spielen, und jeder Spieler erhält Punkte für das Besiegen der feindlichen Ritter, und auch für das Besiegen seines menschlichen Gegners. Zusammenspiel ist möglich durch Vereinbarung zwischen den Spielern, aber sie können sich trotzdem gegenseitig durch versehentliche Berührung töten.
Ein Lavatroll bewohnt die Lavagrube am unteren Bildschirmrand; wenn ein Spieler oder feindlicher Ritter zu nahe über der Lava fliegt, wird dessen Hand erscheinen und den Ritter in die Lava ziehen. Spieler können sich durch mehrmaliges und schnelles Betätigen des Feuerknopfes aus dem Griff befreien.

## Cheats
Ein „Bug“ im Programmentwurf wurde ein strategischer Vorteil für die Spieler. Auf der rechten Bildschirmseite sind zwei Plattformen so gelegen, dass eine höher ist und etwas über die andere reicht. Wenn ein Vogel beim
Rennen über die niedrigere der beiden Plattformen läuft, dann berührt der Vogel die obere und wird angehalten. Wenn allerdings der Spieler seinen Vogel so steuert, dass der Bauch so niedrig die Plattform überfliegt, so
dass die Beine nicht „ausgefahren“ werden, dann hüpft der Vogel die Plattform entlang und schlüpft durch den Spalt zwischen den beiden Plattformen, wobei er unter der oberen Plattform erscheint. Geschickte Spieler haben sich diesen Umstand als Spielstrategie zunutze gemacht; ein Spieler konnte plötzlich unter der Plattform auftauchen und überraschend auf einem Ritter landen. Spielentwickler John Newcomer erwähnte in Interviews, dass dieser Spieldesignschnitzer so populär war, dass beschlossen wurde, ihn bewusst im Spiel und somit als permanenten Bestandteil zu lassen.

## Versionen

### JoustSerie
- Joust (1982)
- Joust pinball machine (1983)
- Joust 2: Survival of the Fittest (1986): Joust 2 fügte einen „Verwandlungs“-Knopf hinzu, so dass der Spieler zwischen Strauß und Pegasus umschalten konnte. Weil Joust 2 im Niedergang des Goldenen Zeitalters der Arcade-Maschinen veröffentlicht wurde, erreichte es nicht annähernd den Erfolg, den Joust hatte, und wird jetzt als Sammlerstück betrachtet.
- Joust X: Eine aktualisierte Version von Joust für Heimkonsolen wurde in den 1990er Jahren geplant, aber nicht veröffentlicht.
- Joust keychain (1998): Tiger Electronics erschufen eine Handheldanpassung Joust als Teil ihrer Extreme Chain Series.
- Joust der Film: John Newcomer sagte in Interviews, dass er irgendwann vorhat, einen Film basierend auf Joust zu drehen.

### JoustClones
- DragonHawk (1983): Dieses Commodore-64-Spiel von Creative Software ist ein horizontal scrollender Joust-Clone.
- Balloon Fight (1986): Das NES-Spiel von Nintendo weist ein durch Joust inspiriertes Gameplay auf.
- Textbasiertes Joust (2001): Als Teil eines Trends von Computerprogrammierern, textbasierte Videospiele basierend auf populären Spielen zu erschaffen wurde Joust von Jennifer Earl adaptiert.
- FlapPing (2002) (Original benannt als JoustPong, aber aus rechtlichen Gründen umbenannt.)
JoustPong verbindet das klassische Videospiel Pong mit dem „Flatter“-Feature von Joust, wodurch ein sehr komplexes Spiel mit einer einfachen Ein-Knopf-Steuerung erschaffen wurde. Spielentwickler Kirk Israel erschuf ursprünglich JoustPong für Windows und schrieb später Java- und Palm-OS-Versionen. Mit der Hilfe eines Netzwerks von Programmierern und Designern erschuf und vertrieb Israel vor kurzem Flap-Ping für den Atari 2600.
- Joust 3: Revenge of the Lava Troll (ca. 2003): Erschaffen von Iteration Games kombiniert Joust 3 Elemente und Grafik von Joust und Joust 2 in einem scrollenden Adventurespiel.
- Joust: XBox Live Arcade, freigegeben in HD für die XBox 360 mit der Möglichkeit, mit einer anderen Person über Internet auf XBox Live zu spielen.
- Im Januar 2006 wurde bei Nickelodeon ein Spiel ähnlich Joust basierend auf der SpongeBob-SquarePants-Episode Dunces & Dragons freigegeben.

## Hintergrundgeschichte
Es gibt keine Hintergrundgeschichte. Der Entwurf wurde von mittelalterlichen Duellen inspiriert. Allerdings erklärt das Spiel nie, warum der Spieler scheinbar in der Lavagrube festsitzt, noch die Identität der feindlichen Ritter, noch die Natur der vorhandenen Geschöpfe.

## Trivia
In dem Add-on Cataclysm des Spiels World of Warcraft gibt es eine Questreihe, bei welcher das Spiel jaust parodiert wird. Auch hier muss man als Lanzenreiter auf einem Reitvogel sitzen und kann ihn in einer Lavagrube nur mit rhythmischen Tastendrücken in der Luft halten, wobei man mit seiner Lanze Gegner besiegen muss.
In dem Science-Fiction-Roman Ready Player One von Ernest Cline spielt das Spiel Joust eine wichtige Rolle. In dem Buch, in dem es um die Suche nach einem Kupferschlüssel in der virtuellen Welt OASIS geht, muss die Hauptperson Parzival eine Runde Joust gegen einen Schwarzmagier bestehen, der aus einem Dungeons-&-Dragons-Abenteuer von Gary Gygax namens Gruft des Grauens (engl.: Tomb of Horrors) stammt. Er schlägt den Magier und bekommt zur Belohnung den Kupferschlüssel.

## Portierungen
Joust wurde portiert auf NES, PlayStation, Sega Saturn, N64, Game Boy, Game Boy Color, PC, Xbox 360, BBC Micro und Palm OS sowie auch Ataris eigene 2600, 5200, 7800, Atari 800, Lynx und ST.
Der Atari-2600-Port ist extrem vereinfacht infolge der Hardwarebeschränkungen. Der Game-Boy-Port, gebündelt mit Defender als Arcade Classic No. 4, ist auch nicht gerade nahe am Original. Der etwas bessere Game-Boy-Color-Port ist auch mit Defender als Arcade Hits gebündelt. Der Atari-ST-Port ist eine nahezu perfekte Umsetzung des Spiels.
Im Juli 2000 lizenzierte Midway Joust zusammen mit anderen Williams-Electronics-Spielen an Shockwave als Shockwave Arcade Collection zur Benutzung in einem Online-Applet, um die Mächtigkeit der Shockwave WWW Content Plattform zu demonstrieren. Die Umsetzung wurde von Digital Eclipse vorgenommen.
Digital Eclipse portierte weiterhin Joust, gepackt mit fünf anderen Midwayspielen, einschließlich Robotron und Defender, als Arcade Greatest Hits: Midway Collection 1 für PlayStation, Sega Saturn, IBM-PC und N64, und mit vier anderen Spielen als Midway Arcade Classics für Palm OS. Eine Arcade Greatest Hits: Midway Collection 2 Disk wurde später für die Playstation veröffentlicht, die Joust 2 einschloss.
Der bei weitem akkurateste und gut dokumentierte Joust-Port ist in den Midway Arcade Treasures, einer Compilation von Arcadespielen vorhanden, die für die Konsolen Nintendo GameCube, PlayStation 2 und Xbox wie auch als Windows-XP-Version verfügbar sind. Midway Arcade Treasures weist Konzeptentwürfe, Werbeannoncen und ein Interview mit John Newcomer auf. Es schließt auch Joust 2 ein.
Joust wurde für den Download unter Microsofts Xbox Live Arcade Service beim Start der Xbox 360 verfügbar gemacht. Auch ist es über das PlayStation Network für die PlayStation 3 erhältlich.

## Quelltext
Der Quelltext von Joust in der Atari-7800-Version wurde bei der Schließung Atari Sunnyvale 1996 in physischer Form zusammen mit Dig Dug, Centipede, Robotron: 2084 und acht Spielen verfügbar. Vom Atari-Museum rekonstruiert und später veröffentlicht.